# Tecumseh (Oklahoma)
Tecumseh és una ciutat dels Estats Units a l'estat d'Oklahoma. Segons el cens del 2000 tenia 6.098 habitants.

## Demografia
Segons el cens del 2000, Tecumseh tenia 6.098 habitants, 2.344 habitatges, i 1.654 famílies. La densitat de població era de 156,5 habitants per km².
Dels 2.344 habitatges en un 34% hi vivien nens de menys de 18 anys, en un 54,1% hi vivien parelles casades, en un 12,7% dones solteres, i en un 29,4% no eren unitats familiars. En el 26,3% dels habitatges hi vivien persones soles el 13,9% de les quals corresponia a persones de 65 anys o més que vivien soles. El nombre mitjà de persones vivint en cada habitatge era de 2,52 i el nombre mitjà de persones que vivien en cada família era de 3,04.
Per edats la població es repartia de la següent manera: un 28,4% tenia menys de 18 anys, un 8,6% entre 18 i 24, un 25,8% entre 25 i 44, un 20,6% de 45 a 60 i un 16,7% 65 anys o més.
L'edat mediana era de 35 anys. Per cada 100 dones de 18 o més anys hi havia 83,9 homes.
La renda mediana per habitatge era de 27.202 $ i la renda mediana per família de 32.235 $. Els homes tenien una renda mediana de 26.250 $ mentre que les dones 20.820 $. La renda per capita de la població era de 14.300 $. Entorn del 15% de les famílies i el 16,6% de la població estaven per davall del llindar de pobresa.

## Poblacions més properes
El següent diagrama mostra les poblacions més properes.